# 楮坪乡
楮坪乡，是中华人民共和国福建省宁德市柘荣县下辖的一个乡镇级行政单位。

## 行政区划
楮坪乡下辖以下地区：
楮坪村、坑头村、石咸村、后楼村、秀家宅村、仙岭村、洋坪村、彭家山村、茶湾村、湾里村、马蹄岩村、苏家洋村、社坪村、洪坑村和湖头村。